# بوچیولتو
بوچیولتو (به ایتالیایی: Boccioleto) یک کومونه در ایتالیا است که در استان ورسلی واقع شده‌است.

## خصوصیات
بوچیولتو ۳۳٫۸ کیلومترمربع مساحت و ۲۵۸ نفر جمعیت دارد.